# Olga Perovskaïa
Pour les articles homonymes, voir Perovskaïa.
Olga Vassilievna Perovskaïa (en russe : Ольга Васильевна Перовская), née le 9 avril 1902 et morte le 18 septembre 1961, est une écrivaine spécialisée dans la littérature d'enfance et de jeunesse.

## Biographie
Olga Perovskaïa est la petite-fille du révolutionnaire Vassili Perovski, frère de Sofia Perovskaïa, première femme condamnée à mort en Russie, en 1881, pour raison politique. Olga naquit au village Vassilievka de l'ouiezd de Melitopol dans le gouvernement de Tauride, où résidait sa famille. Son père, Vassili Perovski junior, (1876-1944) a été nommé chercheur forestier en 1902, par l'institut forestier de Saint-Pétersbourg. Il se maria en 1899 à la fille d'un sous-officier, Maria Davidovna Krzyzanowski, (1876-1932). Ils eurent quatre filles : Sofia (née le 26/03/1900), Olga (née le 27/03/1902), Julia (née le 24/04/1904) et Natalia (née le 29/03/1906), toute la famille était de religion orthodoxe. 
Entre 1923 et 1926, Olga Perovskaïa étudia à la faculté de biologie de l'Université de Moscou.
En 1925, elle publia son premier livre qui fut un succès commercial, « Les Enfants et les jeunes animaux ». Elle devint rapidement populaire auprès des jeunes lecteurs. Il s'agissait d'un cycle d'histoires sur la vie mouvementée d'enfants - quatre sœurs, filles de forestier en poste dans la région de Jetyssou (les Sept Rivières) situé dans l'Altaï. Le livre est une autobiographie, les personnages principaux sont à peine voilés et reconnaissables comme étant Olga et ses trois sœurs. Olga écrivit des histoires dans lesquelles elle relatait ses souvenirs d'enfance avec ses trois sœurs (Sofia, Julia et Natalia) et leurs petits compagnons domestiques à quatre pattes (oursons, louveteaux, etc.). La série « Rebiata I Zveriata » fut traduite dans de nombreuses langues et la rendit célèbre dans le monde, notamment avec les titres « Les Enfants et les oursons » et « Le Loup dans la cuisine d'Olga ». 
Elle écrivit d'autres récits (« Histoires dans l'Altaï », « Histoires extraordinaires d'animaux ordinaires », ainsi qu'un livre sur la réserve de la Nouvelle-Askania, qui porta le titre « L'Île de la steppe ».
Olga Perovskaïa se maria avec l'écrivain de littérature pour la jeunesse, Gregory Yemelianovitch Zamtchalov (1901-1941). Il fut tué au combat lors de la Seconde Guerre mondiale.
Olga Perovskaïa fut arrêtée le 15 mars 1943, pendant une des nombreuses purges du régime stalinien est fut condamnée à dix ans de camp de travail. Par la suite, sa sentence fut transformée en un exil. Durant cette période de captivité, ses livres furent interdits à la vente. Olga Perovskaïa fut réhabilitée dans la seconde moitié des années 1950, après la mort de Staline.
Les années d'exil ont laissé leur marque sur la vie d'Olga Perovskaïa, mais elle a essayé de ne pas subir son chagrin et le ressentiment sur sa propre créativité littéraire pour enfants et a continué à écrire. Après l'exil, Olga fut alitée en raison de grave problème de santé rendue fragile avec la captivité. Elle est décédée à l'âge de 59 ans en 1961, et fut enterrée dans le cimetière de Peredelkino dans la banlieue de Moscou dans le caveau familial.

## Œuvres
- «Ребята и зверята», М.— Л., 1925 ; « Les enfants et les jeunes animaux », Moscou - Leningrad, 1925 ;
- «Мои волчата», М. — Л., 1927 ; « Mes loups », Moscou - Leningrad, 1927 ;
- «Ишка и Милка», М. — Л., 1928 ; « Ishka et Milka », Moscou - Leningrad, 1928 ;
- «Чубарый», М. — Л., 1929 ; « Chubarov», Moscou - Leningrad, 1929 ;
- «Остров в степи»,1934, совм. « L'Île dans le désert », 1934, en collaboration avec G. Zamchalovo ;
- «Как и для чего я писала книгу „Ребята и зверята“»//« Comment et pourquoi j'ai écrit le livre Les enfants et les jeunes animaux » / Дет.  лит-ра, 1935, № 10 ; Det. lit-ra, 1935, № 10 ;
- «Дианка и Томчик» ; « Dianka et Tomczyk » ;
- «Франтик» ; « Dandy » ;
- «Мишка» ; « Ours » ;
- «Необыкновенные рассказы про обыкновенных животных», 1939; « Les histoires extraordinaires d'animaux ordinaires », 1939 ;
- «Мармотка», 1939;, « Marmotka » 1939,
- «Васька», М. — Л., 1941; « Vassia », Moscou - Leningrad, 1941 ;
- «Про поросят», 1941; « À propos des cochons », 1941 ;
- «Золотое руно», 1957, совм. « Toison d'Or », 1957, mixte. с Г. Замчаловым ; avec G. Zamchalovo ;
- «Джан — глаза героя», 1958; « Jan - aux yeux du héros », 1958 ;
- «Тигренок Васька», М., 1959. « Tigre Vaska », Moscou, 1959.

## Œuvres traduites en français
- Olga Perovskaïa, Des Enfants et des bêtes s'aimaient, Traduit du russe et présenté par Robert Philippon, éditions Nathan, 1974